# Хипон
Хипон (Hippo Regius) је старо име данашњег града Анаба у Алжиру. Био је највећи римски град у Африци и место рођења Светог Августина.
Вандали под краљем Гејсерихом су заузели овај град након осамнаестомесечне опсаде 431. године, и прогласили га престоницом од 431 до 439. Римљани су вратили овај град 534. и остали у њему до 698, када су га заузели Сарацени. 